# Peter Olayinka
Peter Oladeji Olayinka (* 16. listopadu 1995, Ibadan) je nigerijský profesionální fotbalista, který hraje na pozici křídelníka či útočníka za srbský klub FK Crvena zvezda a za nigerijský národní tým.
Je dvojnásobným mistrem české a albánské ligy, vyhrál také český pohár. V Česku působil i v FK Dukla Praha.

## Klubová kariéra
Olayinka začínal s fotbalem v lagoském týmu 36 Lion FC.
V roce 2012 zamířil do Evropy do albánského mužstva KF Bylis Ballsh, odkud později přestoupil do jiného albánského týmu KF Skënderbeu Korçë (mezitím stihl krátce hostovat v severokyperském Yenicami Ağdelen SK).

### Gent
V prosinci 2015 jej koupil belgický klub KAA Gent (hráčem Gentu se stal v lednu 2016 a podepsal smlouvu na 3,5 roku).

#### Dukla Praha (hostování)
V Gentu se i vinou zranění kolene neprosadil do základní sestavy a tak v červenci 2016 odešel na roční hostování do českého klubu FK Dukla Praha. V sezóně 2016/17 české nejvyšší ligy odehrál za Duklu 29 utkání a vstřelil v nich 6 branek.

#### Zulte-Waregem (hostování)
Od července 2017 hostoval v belgickém SV Zulte-Waregem. Během roku v jeho dresu vstřelil 11 branek a dalších 13 připravil pro své spoluhráče.

### Slavia Praha
Následně během července 2018 své tamní hostování ukončil a přestoupil do pražské Slavie, pro níž to byl do té doby nejdražší přestup.
Dne 17. září 2019 vstřelil svůj první gól v Lize mistrů, a to v 1. zápase skupinové fáze na hřišti Interu Milán (1:1).
Další významnou trefu si schoval na 29. říjen 2020, kdy obětavou hlavičkou zařídil vítězství „sešívaných“ 1:0 nad německým Bayerem Leverkusenem. I přesto že mu protihráč Aleksandar Dragović při snaze zabránit jeho vítězné hlavičce zlomil nos, zápas dohrál.
V prosinci 2020 Olayinka podepsal novou smlouvu se Slavií. Pětadvacetiletý fotbalista se pražskému celku, se kterým získal dva tituly, upsal do června 2023.
Za zmínku stojí i jeho gól opět hlavou v odvetě osmifinále Evropské Ligy proti skotskému Glasgow Rangers, kterým dopomohl k výhře v kontroverzním zápase 2:0, celkové 3:1, a postupu do čtvrtfinále. Se Slavií následně získal dva mistrovské tituly, národní pohár, národní superpohár a zahrál si i Ligu mistrů a Evropskou ligu.
Olayinka se v září 2022 díky gólu v druhém utkání skupiny Evropské konferenční ligy proti Ballkani stal historicky nejlepším střelcem slávistických fotbalistů v pohárech. Nigerijec si v 51. zápase na evropské scéně v dresu Pražanů připsal 13. branku a osamostatnil se v čele klubové tabulky před někdejším útočníkem Tomášem Doškem.
Disciplinární komise Ligové fotbalové asociace Olayinku v březnu 2023 potrestala za vyloučení po úderu hlavou do obličeje libereckého obránce Gigliho Ndefeho v zápase 24. kola první ligy. Disciplinární komise mu udělila trest na čtyři soutěžní utkání.

### FK Crvena zvezda
Dne 26. června 2023 přestoupil do srbského klubu FK Crvena zvezda.

## Reprezentační kariéra
V říjnu 2019 si připsal svůj první start za seniorský národní tým Nigérie, kdy v přátelském utkání proti Brazílii nastoupil do hry v poslední minutě (1:1). V roce 2022 si zahrál na Africkém poháru národů, na kterém odehrál dvě utkání.

## Soukromý život
V březnu 2021 se oženil s modelkou Yetunde Barnabasovou.